# روپرت اندرسون
روپرت اندرسون (به انگلیسی: Rupert Anderson) بازیکن فوتبال زادهٔ ۲۹ آوریل ۱۸۵۹ اهل کشور انگلستان بود که سابقهٔ بازی در تیم ملی فوتبال انگلستان را در کارنامهٔ خود دارد. وی در تاریخ ۱۸ ژانویه ۱۸۷۹ تنها بازی ملی خود را در مقابل تیم ملی فوتبال ولز انجام داد.